# Побережник червоногрудий
Побережник червоногрудий, червоноволик (Calidris ferruginea) — невеликий прибережний птах родини баранцевих (Scolopacidae), що гніздиться в тундрі арктичного Сибіру. Перелітний птах, що зимує головним чином в Африці, а також на півдні та південному сході Азії та в Австралії. В Україні пролітний на всій території.

## Морфологічні ознаки

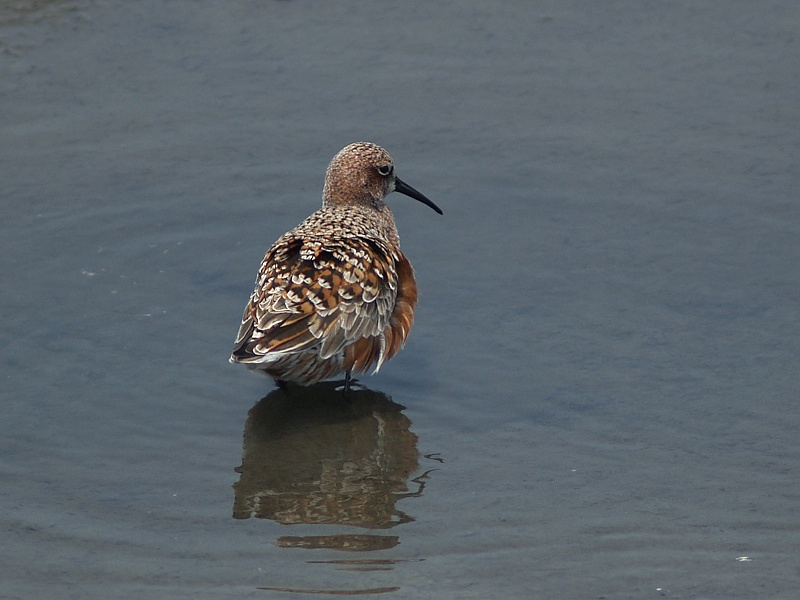
Птах на Тайвані

Маса тіла 45-60 г, довжина тіла 18-23 см, розмах крил 38-41 см. У дорослого птаха в шлюбному вбранні спина строката, з чорними, рудими і білуватими плямами; верх крил сірий; голова, шия, воло, і черево спереду насичено руді; задня частина черева біла, з темно-бурими плямами; надхвістя і підхвістя білі; зверху на крилах вздовж основи темно-бурих махових пер проходить вузька біла смуга; хвіст темно-сірий; дзьоб чорний, трохи загнутий донизу; ноги чорні; у позашлюбному оперенні верх сірий; над оком білувата «брова»; низ білий, воло по боках cipe. Молодий птах подібний до позашлюбного дорослого, але верх з темною строкатістю; воло з вохристим відтінком. Від чорногрудого і морського побережників відрізняється, зокрема, однотонно білим надхвістям; від ісландського побережника — також меншими розмірами і темно-сірим хвостом.

## Поширення та місця існування
Гніздиться головним чином в Азії в зоні тундри від півострова Ямал на схід до Колючинської губи на Чукотському півострові. Зустрічається також на островах: Бегічева, Котельний, Великий Ляховський, Врангеля. У невеликій кількості гніздиться в північно-західній Алясці в області мису Барроу.
Зимує в тропічній області Старого Світу на південь до Австралії і Нової Зеландії.
Зустрічаються переважно в прибережних, арктичних областях тундри як гніздові птахи. Охоче гніздяться на обмілинах річок, а також в глибині материка. Під час перельотів можуть зустрічатись на чистих пляжах узбережжя, а також в глибині материка.
В Україні пролітний на всій території. Більш численний на осінньому прольоті. Велике значення під час міграцій відіграє Сиваш, де птахи зупиняються для накопичення жирових запасів для подальших перельотів. За весь період весняної міграції через Сиваш пролітає 0,5%, а в період осінньої до 1,5% світової популяції червоногрудого побережника.

## Чисельність
Враховуючи великий гнізовий ареал, розмір популяції дуже великий — його оцінюють в 1,8-1,9 млн особин. Чисельність виду в останнє десятиліття має тенденцію до зростання.

## Гніздування

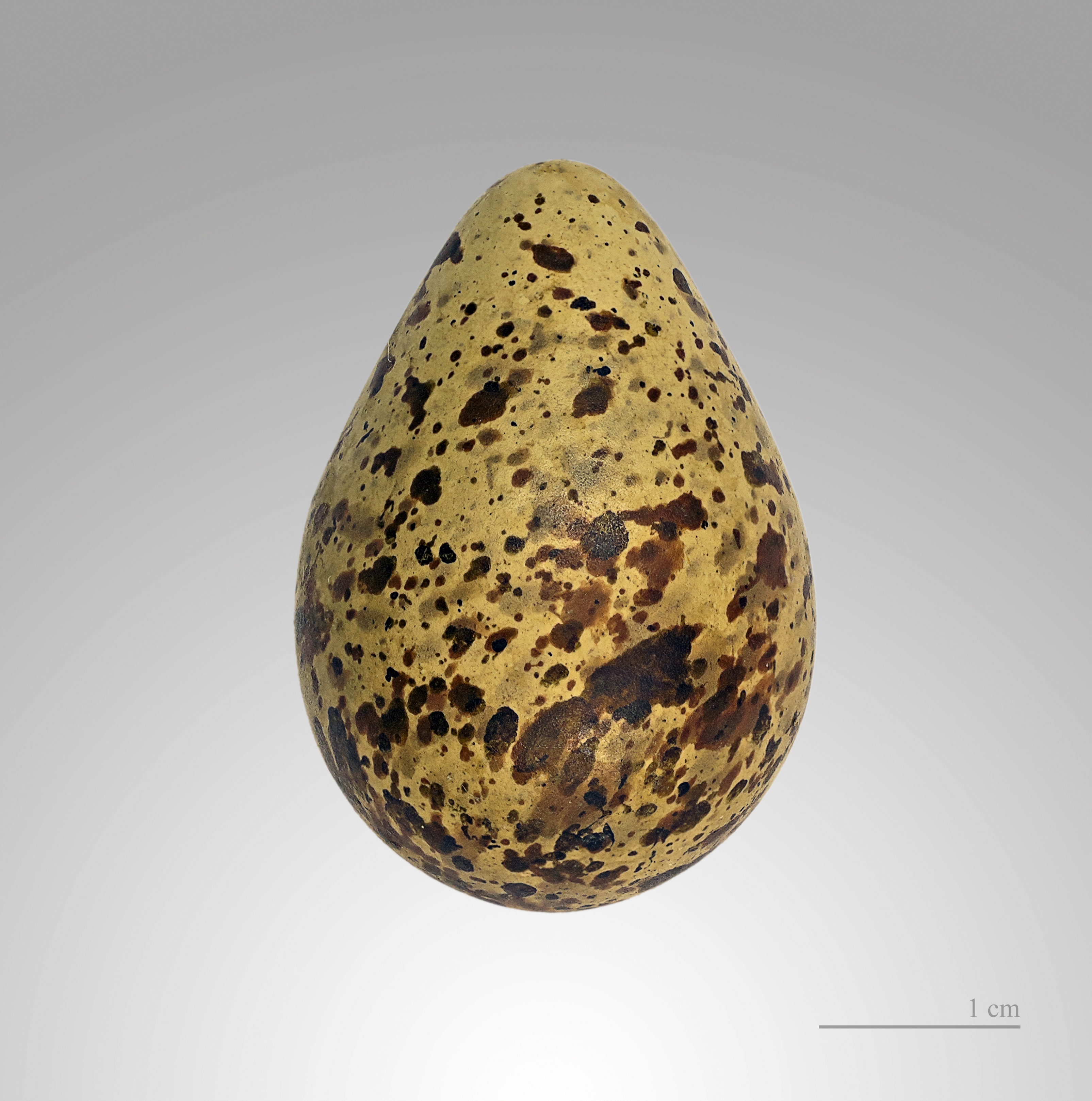
Яйце

Статевої зрілості птахи досягають на третьому році життя. Пари утворюються найчастіше на місцях зимівлі. На місця гніздування прилітають досить пізно. Відкладання яєць відбувається з середини травня до середини червня. Кладка, як правило, складається з 4 яєць. Як і у інших куликів, забарвлення яєць маскувальне. Пташенята починають літати не раніше середини липня.

## Живлення
Живляться переважно поліхетами, двостулковими і черевоногими молюсками, а також комахами й їх личинками. Під час гніздування значну частину у живленні складають комарі (Tipulidae, Chironomidae) та їх личинки.

## Охорона
Побережник червоногрудий перебуває під охороною відповідно до Угоди про збереження афро-євразійських мігруючих водно-болотних птахів.